# Ihab Abdelrahman
Ihab el-Sayed Abdelrahman (arabisch إيهاب عبد الرحمن, DMG Īhāb ʿAbd ar-Raḥmān; * 1. Mai 1989 in Kafr Saqr) ist ein ägyptischer Leichtathlet, der sich auf den Speerwurf spezialisiert hat und Inhaber des Landesrekordes in dieser Disziplin ist. 2015 gewann er eine Silbermedaille bei den Weltmeisterschaften in Peking und er siegte in seiner Karriere bei den Afrikaspielen und den Afrikameisterschaften.

## Sportliche Laufbahn
Erstmals internationale Erfahrungen sammelte Ihab Abdelrahman im Jahr 2007, als er bei den Juniorenafrikameisterschaften in Ouagadougou mit einer Weite von 65,63 m die Bronzemedaille gewann. Im Jahr darauf sicherte er sich bei den Juniorenweltmeisterschaften in Bydgoszcz mit 76,20 m die Silbermedaille und 2009 belegte er bei den Mittelmeerspielen in Pescara mit 74,47 m den fünften Platz. Anschließend nahm er erstmals an der Sommer-Universiade in Belgrad teil und gelangte dort mit 68,43 m auf Rang zwölf. Im Oktober siegte er dann mit 77,33 m bei den Spielen der Frankophonie in Beirut und auch bei den Arabischen Meisterschaften in Damaskus gewann er mit 75,49 m die Goldmedaille. 2010 folgte einem Sieg bei den Afrikameisterschaften in Nairobi ein sechster Platz beim Continental-Cup in Split. 2011 schied er bei den Studentenweltspielen in Shenzhen mit 67,96 m in der Qualifikationsrunde aus und auch bei den Weltmeisterschaften in Daegu verpasste er mit 71,99 m den Finaleinzug. Anschließend belegte er bei den Afrikaspielen in Maputo mit 69,94 m den fünften Platz und siegte mit 78,83 m bei den Arabischen Meisterschaften in al-Ain sowie mit 78,66 m bei den Panarabischen Spielen in Doha. Im Jahr darauf gelangte er bei den Afrikameisterschaften in Porto-Novo mit 67,82 m auf Rang fünf und anschließend schied er bei den Olympischen Sommerspielen in London mit 77,35 m in der Qualifikationsrunde aus.
2013 siegte er ein weiteres Mal bei den Arabischen Meisterschaften in Doha mit einem Wurf auf 79,17 m und anschließend gewann er bei den Mittelmeerspielen in Mersin mit 82,45 m die Silbermedaille hinter dem Türken Fatih Avan. Bei der Sommer-Universiade in Kasan gelangte er mit 73,42 m auf Rang zwölf und anschließend belegte er bei den Weltmeisterschaften in Moskau mit 80,94 m im Finale den siebten Platz. Ende September siegte er dann mit 78,96 m bei den Islamic Solidarity Games in Palembang. Am 18. Mai 2014 siegte er beim Shanghai Golden Grand Prix mit dem Afrikarekord von 89,21 m. Im Juli siegte er dann mit 87,12 m beim Meeting de Paris und sicherte sich anschließend bei den Afrikameisterschaften in Marrakesch mit 83,59 m die Silbermedaille hinter dem Kenianer Julius Yego. Mitte September siegte er ebendort mit 85,44 m beim IAAF Continentalcup. 2015 siegte er mit 80,72 m zum vierten Mal in Folge bei den Arabischen Meisterschaften in Manama und im August gewann er bei den Weltmeisterschaften in Peking mit einem Wurf auf 88,99 m im Finale die Silbermedaille hinter Yego (92,72 m) und vor Tero Pitkämäki aus Finnland. Im September siegte er dann bei den Afrikaspielen in Brazzaville mit neuem Spielerekord von 85,37 m. 2016 wurde er des Dopings überführt und bis 2020 gesperrt.
Nach Ablauf seiner Sperre siegte er 2021 bei den Arabischen Meisterschaften in Radès mit einer Weite von 79,93 m und nahm anschließend erneut an den Olympischen Sommerspielen in Tokio teil, verpasste dort aber mit 81,92 m den Finaleinzug. Im Jahr darauf siegte er mit 83,79 m beim Kip Keino Classic und gewann im Juni bei den Afrikameisterschaften in Port Louis mit 77,12 m die Silbermedaille hinter dem Kenianer Julius Yego. Kurz darauf sicherte er sich auch bei den Mittelmeerspielen in Oran mit 78,51 m die Silbermedaille und musste sich dort nur dem Portugiesen Leandro Ramos geschlagen geben. Anschließend gelangte er bei den Weltmeisterschaften in Eugene mit 75,99 m im Finale auf den zwölften Platz. 2023 siegte er mit 80,50 m bei den Panarabischen Spielen in Algier, ehe er bei den Weltmeisterschaften in Budapest mit 80,64 m im Finale den zehnten Platz belegte. Im Jahr darauf belegte er bei den Afrikaspielen in Accra mit 76,68 m den vierten Platz und verpasste im August bei den Olympischen Sommerspielen in Paris mit 72,98 m den Finaleinzug.
In den Jahren 2016 und von 2020 bis 2022 wurde Abdelrahman ägyptischer Meister im Speerwurf.

## Doping
Kurz vor den Olympischen Spielen 2016 wurde Abdelrahman bei einer Dopingkontrolle positiv auf Testosteron getestet und vom Weltleichtathletikverband (IAAF) seit 17. April 2016 disqualifiziert und für vier Jahre vom 21. Juli 2016 bis 20. Juli 2020 gesperrt.